# Duhilamati
Duhilamati – gaun wikas samiti w zachodniej części Nepalu w strefie Dhawalagiri w dystrykcie Baglung. Według nepalskiego spisu powszechnego z 2011 roku liczył on 969 gospodarstw domowych i 4078 mieszkańców (2363 kobiety i 1715 mężczyzn).